# Elettorato passivo
In diritto, l'elettorato passivo è la capacità giuridica a ricoprire cariche elettive.

## Requisiti
La legge elettorale definisce in pratica i requisiti che devono essere posseduti da un soggetto per potersi candidare in votazioni per l'elezione ad una carica, in genere pubblica. I requisiti, di grande variabilità nei diversi ordinamenti, afferiscono in genere all'età, alla cittadinanza, alla posizione giudiziaria (in molti sistemi precedenti condanne per taluni reati escludono l'eleggibilità), o ad altri elementi particolari. Ad esempio, negli Stati Uniti per l'elezione a Presidente dell'Unione è richiesto, oltre alla cittadinanza, l'essere nati nel territorio della confederazione, mentre in altri sistemi un dato simile non è considerato.

## L'elettorato passivo nei vari ordinamenti
L'elettorato passivo è disciplinato in maniera differente nei vari ordinamenti esistenti.

### Italia
- Elettorato passivo (ordinamento italiano)